# Nazionali maggiori vincitrici delle competizioni internazionali riconosciute dalla FIFA
In questa pagina sono elencati tutti i tornei riconosciuti come ufficiali dalla FIFA, cioè quelli organizzati dalla FIFA stessa e quelli organizzati dalle federazioni calcistiche continentali che aderiscono ad essa. Nello specifico i tornei considerati sono: Campionato mondiale di calcio, Torneo olimpico di calcio (solo le edizioni comprese tra il 1908 ed il 1948), FIFA Confederations Cup, Coppa d'Asia, Coppa delle nazioni africane, CONCACAF Gold Cup, Copa América, Coppa delle nazioni oceaniane, Campionato europeo di calcio, CONCACAF Nations League e UEFA Nations League.
Non vengono considerate né le competizioni organizzate dalle federazioni regionali, né le competizioni organizzate dalle federazioni continentali alle quali non hanno diritto di partecipare tutte le Nazionali aderenti alla federazione, né le competizioni che vengono organizzate da più federazioni nazionali anche se queste hanno un carattere regionale o continentale, né quelle organizzate da federazioni continentali o intercontinentali non riconosciute dalla FIFA.
In tutte le liste i criteri di ordinamento sono: numero totale di titoli vinti, numero di Campionati mondiali vinti, numero di Tornei olimpici vinti, numero di Confederations Cup vinte, numero di titoli continentali vinti, numero di Nations League vinte, ordine alfabetico.
Liste aggiornate al 6 luglio 2025.

Campionato mondiale di calcio (FIFA)
Torneo olimpico 1908-1948 (CIO e FIFA)
FIFA Confederations Cup (FIFA)

Coppa d'Asia (AFC)
Coppa delle nazioni africane (CAF)
CONCACAF Gold Cup (CONCACAF)
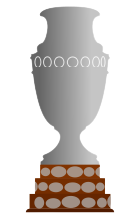
Copa América (CONMEBOL)

Coppa delle nazioni oceaniane (OFC)
Campionato europeo di calcio (UEFA)
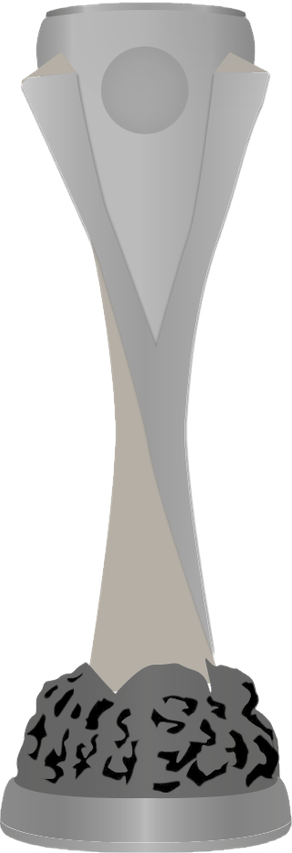
CONCACAF Nations League (CONCACAF)
UEFA Nations League (UEFA)

## Classifica FIFA
Si riporta la classifica delle nazionali maggiori che hanno vinto almeno un trofeo riconosciuto dalle rispettive confederazioni di appartenenza e dalla FIFA. È da notare come alcune competizioni non figurano in quanto a carattere territoriale e non continentale (come ad esempio Coppa Internazionale, Coppa araba FIFA, Campionato di calcio della Federazione calcistica dell'Asia occidentale, Coppa delle nazioni del Golfo, Campionato dell'ASEAN di calcio, Coppa della Federazione calcistica dell'Asia meridionale, Coppa dell'Asia orientale, Campionato nordamericano di calcio, Campionato centroamericano e caraibico di calcio, Coppa dei Caraibi, Coppa centroamericana, Coppa della Melanesia e Coppa della Polinesia) oppure perché con regole speciali (come ad esempio Coppa d'Oro dei Campioni del Mondo, Coppa dei Campioni CONMEBOL-UEFA, Coppa delle nazioni afro-asiatiche, Campionato Panamericano, CONCACAF Cup, AFC-OFC Challenge Cup, AFC Challenge Cup, Coppa della solidarietà AFC e Campionato delle nazioni africane).
| #           | Nazionale      | Campionato mondiale di calcio    | Torneo olimpico di calcio | FIFA Confederations Cup    | Titoli continentali                                                                                     | Nations League                      | Totale titoli |
| ----------- | -------------- | -------------------------------- | ------------------------- | -------------------------- | --- | ----------------------------------- | ------------- |
| 1           | Argentina      | 3 (1978, 1986, 2022)             | -                         | 1 (1992)                   | 16 (1921, 1925, 1927, 1929, 1937, 1941, 1945, 1946, 1947, 1955, 1957, 1959 (I), 1991, 1993, 2021, 2024) | -                                   | 20            |
| 2           | Uruguay        | 2 (1930, 1950)                   | 2 (1924, 1928)            | -                          | 15 (1916, 1917, 1920, 1923, 1924, 1926, 1935, 1942, 1956, 1959 (II), 1967, 1983, 1987, 1995, 2011)      | -                                   | 19            |
| 3           | Brasile        | 5 (1958, 1962, 1970, 1994, 2002) | -                         | 4 (1997, 2005, 2009, 2013) | 9 (1919, 1922, 1949, 1989, 1997, 1999, 2004, 2007, 2019)                                                | -                                   | 18            |
| 4           | Messico        | -                                | -                         | 1 (1999)                   | 13 (1965, 1971, 1977, 1993, 1996, 1998, 2003, 2009, 2011, 2015, 2019, 2023, 2025)                       | 1 (2024-2025)                       | 15            |
| 5           | Stati Uniti    | -                                | -                         | -                          | 7 (1991, 2002, 2005, 2007, 2013, 2017, 2021)                                                            | 3 (2019-2020, 2022-2023, 2023-2024) | 10            |
| 6           | Germania       | 4 (1954, 1974, 1990, 2014)       | -                         | 1 (2017)                   | 3 (1972, 1980, 1996)                                                                                    | -                                   | 8             |
| 7           | Italia         | 4 (1934, 1938, 1982, 2006)       | 1 (1936)                  | -                          | 2 (1968, 2020)                                                                                          | -                                   | 7             |
| 8           | Francia        | 2 (1998, 2018)                   | -                         | 2 (2001, 2003)             | 2 (1984, 2000)                                                                                          | 1 (2020-2021)                       | 7             |
| 9           | Egitto         | -                                | -                         | -                          | 7 (1957, 1959, 1986, 1998, 2006, 2008, 2010)                                                            | -                                   | 7             |
| 10          | Spagna         | 1 (2010)                         | -                         | -                          | 4 (1964, 2008, 2012, 2024)                                                                              | 1 (2022-2023)                       | 6             |
| 11          | Nuova Zelanda  | -                                | -                         | -                          | 6 (1973, 1998, 2002, 2008, 2016, 2024)                                                                  | -                                   | 6             |
| 12          | Australia      | -                                | -                         | -                          | 5 (1980, 1996, 2000, 2004, 2015)                                                                        | -                                   | 5             |
| 13          | Camerun        | -                                | -                         | -                          | 5 (1984, 1988, 2000, 2002, 2017)                                                                        | -                                   | 5             |
| 14          | Ghana          | -                                | -                         | -                          | 4 (1963, 1965, 1978, 1982)                                                                              | -                                   | 4             |
| 15          | Giappone       | -                                | -                         | -                          | 4 (1992, 2000, 2004, 2011)                                                                              | -                                   | 4             |
| 16          | Arabia Saudita | -                                | -                         | -                          | 3 (1984, 1988, 1996)                                                                                    | -                                   | 3             |
| 17          | Costa d'Avorio | -                                | -                         | -                          | 3 (1992, 2015, 2023)                                                                                    | -                                   | 3             |
| 18          | Costa Rica     | -                                | -                         | -                          | 3 (1963, 1969, 1989)                                                                                    | -                                   | 3             |
| 19          | Iran           | -                                | -                         | -                          | 3 (1968, 1972, 1976)                                                                                    | -                                   | 3             |
| 20          | Nigeria        | -                                | -                         | -                          | 3 (1980, 1994, 2013)                                                                                    | -                                   | 3             |
| 21          | Portogallo     | -                                | -                         | -                          | 1 (2016)                                                                                                | 2 (2018-2019, 2024-2025)            | 3             |
| 22          | Regno Unito    | -                                | 2 (1908, 1912)            | -                          | - | -                                   | 2             |
| 23          | Danimarca      | -                                | -                         | 1 (1995)                   | 1 (1992)                                                                                                | -                                   | 2             |
| 24          | Algeria        | -                                | -                         | -                          | 2 (1990, 2019)                                                                                          | -                                   | 2             |
| 25          | Canada         | -                                | -                         | -                          | 2 (1985, 2000)                                                                                          | -                                   | 2             |
| 26          | Cile           | -                                | -                         | -                          | 2 (2015, 2016)                                                                                          | -                                   | 2             |
| 27          | RD del Congo   | -                                | -                         | -                          | 2 (1968, 1974)                                                                                          | -                                   | 2             |
| 28          | Corea del Sud  | -                                | -                         | -                          | 2 (1956, 1960)                                                                                          | -                                   | 2             |
| 29          | Paraguay       | -                                | -                         | -                          | 2 (1953, 1979)                                                                                          | -                                   | 2             |
| 30          | Perù           | -                                | -                         | -                          | 2 (1939, 1975)                                                                                          | -                                   | 2             |
| 31          | Qatar          | -                                | -                         | -                          | 2 (2019, 2023)                                                                                          | -                                   | 2             |
| 32          | Inghilterra    | 1 (1966)                         | -                         | -                          | - | -                                   | 1             |
| 33          | Belgio         | -                                | 1 (1920)                  | -                          | - | -                                   | 1             |
| 34          | Svezia         | -                                | 1 (1948)                  | -                          | - | -                                   | 1             |
| 35          | Bolivia        | -                                | -                         | -                          | 1 (1963)                                                                                                | -                                   | 1             |
| 36          | Rep. Ceca      | -                                | -                         | -                          | 1 (1976)                                                                                                | -                                   | 1             |
| 37          | Colombia       | -                                | -                         | -                          | 1 (2001)                                                                                                | -                                   | 1             |
| 38          | Rep. del Congo | -                                | -                         | -                          | 1 (1972)                                                                                                | -                                   | 1             |
| 39          | Etiopia        | -                                | -                         | -                          | 1 (1962)                                                                                                | -                                   | 1             |
| 40          | Grecia         | -                                | -                         | -                          | 1 (2004)                                                                                                | -                                   | 1             |
| 41          | Guatemala      | -                                | -                         | -                          | 1 (1967)                                                                                                | -                                   | 1             |
| 42          | Haiti          | -                                | -                         |                            | 1 (1973)                                                                                                | -                                   | 1             |
| 43          | Honduras       | -                                | -                         | -                          | 1 (1981)                                                                                                | -                                   | 1             |
| 44          | Iraq           | -                                | -                         | -                          | 1 (2007)                                                                                                | -                                   | 1             |
| 45          | Israele        | -                                | -                         | -                          | 1 (1964)                                                                                                | -                                   | 1             |
| 46          | Kuwait         | -                                | -                         | -                          | 1 (1980)                                                                                                | -                                   | 1             |
| 47          | Marocco        | -                                | -                         | -                          | 1 (1976)                                                                                                | -                                   | 1             |
| 48          | Paesi Bassi    | -                                | -                         | -                          | 1 (1988)                                                                                                | -                                   | 1             |
| 49          | Russia         | -                                | -                         | -                          | 1 (1960)                                                                                                | -                                   | 1             |
| 50          | Senegal        | -                                | -                         | -                          | 1 (2021)                                                                                                | -                                   | 1             |
| 51          | Sudafrica      | -                                | -                         | -                          | 1 (1996)                                                                                                | -                                   | 1             |
| 52          | Sudan          | -                                | -                         | -                          | 1 (1970)                                                                                                | -                                   | 1             |
| 53          | Tahiti         | -                                | -                         | -                          | 1 (2012)                                                                                                | -                                   | 1             |
| 54          | Tunisia        | -                                | -                         | -                          | 1 (2004)                                                                                                | -                                   | 1             |
| 55          | Zambia         | -                                | -                         | -                          | 1 (2012)                                                                                                | -                                   | 1             |
| Totale FIFA | -              | 22                               | 7                         | 10                         | 153 | 8                                   | 200           |

## Classifica AFC
| #          | Nazionale      | Campionato mondiale di calcio | Torneo olimpico di calcio | FIFA Confederations Cup | Coppa d'Asia               | Totale titoli |
| ---------- | -------------- | ----------------------------- | ------------------------- | ----------------------- | -------------------------- | ------------- |
| 1          | Giappone       | -                             | -                         | -                       | 4 (1992, 2000, 2004, 2011) | 4             |
| 2          | Arabia Saudita | -                             | -                         | -                       | 3 (1984, 1988, 1996)       | 3             |
| 3          | Iran           | -                             | -                         | -                       | 3 (1968, 1972, 1976)       | 3             |
| 4          | Corea del Sud  | -                             | -                         | -                       | 2 (1956, 1960)             | 2             |
| 5          | Qatar          | -                             | -                         | -                       | 2 (2019, 2023)             | 2             |
| 6          | Australia      | -                             | -                         | -                       | 1 (2015)                   | 1             |
| 7          | Iraq           | -                             | -                         | -                       | 1 (2007)                   | 1             |
| 8          | Israele        | -                             | -                         | -                       | 1 (1964)                   | 1             |
| 9          | Kuwait         | -                             | -                         | -                       | 1 (1980)                   | 1             |
| Totale AFC | -              | -                             | -                         | -                       | 18                         | 18            |

## Classifica CAF
| #          | Nazionale      | Campionato mondiale di calcio | Torneo olimpico di calcio | FIFA Confederations Cup | Coppa delle nazioni africane                 | Totale titoli |
| ---------- | -------------- | ----------------------------- | ------------------------- | ----------------------- | -------------------------------------------- | ------------- |
| 1          | Egitto         | -                             | -                         | -                       | 7 (1957, 1959, 1986, 1998, 2006, 2008, 2010) | 7             |
| 2          | Camerun        | -                             | -                         | -                       | 5 (1984, 1988, 2000, 2002, 2017)             | 5             |
| 3          | Ghana          | -                             | -                         | -                       | 4 (1963, 1965, 1978, 1982)                   | 4             |
| 4          | Costa d'Avorio | -                             | -                         | -                       | 3 (1992, 2015, 2023)                         | 3             |
| 5          | Nigeria        | -                             | -                         | -                       | 3 (1980, 1994, 2013)                         | 3             |
| 6          | Algeria        | -                             | -                         | -                       | 2 (1990, 2019)                               | 2             |
| 7          | RD del Congo   | -                             | -                         | -                       | 2 (1968, 1974)                               | 2             |
| 8          | Rep. del Congo | -                             | -                         | -                       | 1 (1972)                                     | 1             |
| 9          | Etiopia        | -                             | -                         | -                       | 1 (1962)                                     | 1             |
| 10         | Marocco        | -                             | -                         | -                       | 1 (1976)                                     | 1             |
| 11         | Senegal        | -                             | -                         | -                       | 1 (2021)                                     | 1             |
| 12         | Sudafrica      | -                             | -                         | -                       | 1 (1996)                                     | 1             |
| 13         | Sudan          | -                             | -                         | -                       | 1 (1970)                                     | 1             |
| 14         | Tunisia        | -                             | -                         | -                       | 1 (2004)                                     | 1             |
| 15         | Zambia         | -                             | -                         | -                       | 1 (2012)                                     | 1             |
| Totale CAF | -              | -                             | -                         | -                       | 34                                           | 34            |

## Classifica CONCACAF
| #               | Nazionale   | Campionato mondiale di calcio | Torneo olimpico di calcio | FIFA Confederations Cup | CONCACAF Gold Cup                                                                 | CONCACAF Nations League             | Totale titoli |
| --------------- | ----------- | ----------------------------- | ------------------------- | ----------------------- | --------------------------------------------------------------------------------- | ----------------------------------- | ------------- |
| 1               | Messico     | -                             | -                         | 1 (1999)                | 13 (1965, 1971, 1977, 1993, 1996, 1998, 2003, 2009, 2011, 2015, 2019, 2023, 2025) | 1 (2024-2025)                       | 15            |
| 2               | Stati Uniti | -                             | -                         | -                       | 7 (1991, 2002, 2005, 2007, 2013, 2017, 2021)                                      | 3 (2019-2020, 2022-2023, 2023-2024) | 10            |
| 3               | Costa Rica  | -                             | -                         | -                       | 3 (1963, 1969, 1989)                                                              | -                                   | 3             |
| 4               | Canada      | -                             | -                         | -                       | 2 (1985, 2000)                                                                    | -                                   | 2             |
| 5               | Guatemala   | -                             | -                         | -                       | 1 (1967)                                                                          | -                                   | 1             |
| 6               | Haiti       | -                             | -                         | -                       | 1 (1973)                                                                          | -                                   | 1             |
| 7               | Honduras    | -                             | -                         | -                       | 1 (1981)                                                                          | -                                   | 1             |
| Totale CONCACAF | -           | -                             | -                         | 1                       | 27                                                                                | 4                                   | 32            |

## Classifica CONMEBOL
| #               | Nazionale | Campionato mondiale di calcio    | Torneo olimpico di calcio | FIFA Confederations Cup    | Copa América | Totale titoli |
| --------------- | --------- | -------------------------------- | ------------------------- | -------------------------- | --- | ------------- |
| 1               | Argentina | 3 (1978, 1986, 2022)             | -                         | 1 (1992)                   | 16 (1921, 1925, 1927, 1929, 1937, 1941, 1945, 1946, 1947, 1955, 1957, 1959 (Argentina), 1991, 1993, 2021, 2024) | 20            |
| 2               | Uruguay   | 2 (1930, 1950)                   | 2 (1924, 1928)            | -                          | 15 (1916, 1917, 1920, 1923, 1924, 1926, 1935, 1942, 1956, 1959 (Ecuador), 1967, 1983, 1987, 1995, 2011)         | 19            |
| 3               | Brasile   | 5 (1958, 1962, 1970, 1994, 2002) | -                         | 4 (1997, 2005, 2009, 2013) | 9 (1919, 1922, 1949, 1989, 1997, 1999, 2004, 2007, 2019)                                                        | 18            |
| 4               | Cile      | -                                | -                         | -                          | 2 (2015, 2016)                                                                                                  | 2             |
| 5               | Paraguay  | -                                | -                         | -                          | 2 (1953, 1979)                                                                                                  | 2             |
| 6               | Perù      | -                                | -                         | -                          | 2 (1939, 1975)                                                                                                  | 2             |
| 7               | Bolivia   | -                                | -                         | -                          | 1 (1963) | 1             |
| 8               | Colombia  | -                                | -                         | -                          | 1 (2001) | 1             |
| Totale CONMEBOL | -         | 10                               | 2                         | 5                          | 47 | 64            |

## Classifica OFC
| #          | Nazionale     | Campionato mondiale di calcio | Torneo olimpico di calcio | FIFA Confederations Cup | Coppa delle nazioni oceaniane          | Totale titoli |
| ---------- | ------------- | ----------------------------- | ------------------------- | ----------------------- | -------------------------------------- | ------------- |
| 1          | Nuova Zelanda | -                             | -                         | -                       | 6 (1973, 1998, 2002, 2008, 2016, 2024) | 6             |
| 2          | Australia     | -                             | -                         | -                       | 4 (1980, 1996, 2000, 2004)             | 4             |
| 3          | Tahiti        | -                             | -                         | -                       | 1 (2012)                               | 1             |
| Totale OFC | -             | -                             | -                         | -                       | 11                                     | 11            |

## Classifica UEFA
| #           | Nazionale   | Campionato mondiale di calcio | Tornei olimpici di calcio | FIFA Confederations Cup | Campionato europeo di calcio | UEFA Nations League      | Totale titoli |
| ----------- | ----------- | ----------------------------- | ------------------------- | ----------------------- | ---------------------------- | ------------------------ | ------------- |
| 1           | Germania    | 4 (1954, 1974, 1990, 2014)    | -                         | 1 (2017)                | 3 (1972, 1980, 1996)         | -                        | 8             |
| 2           | Italia      | 4 (1934, 1938, 1982, 2006)    | 1 (1936)                  | -                       | 2 (1968, 2020)               | -                        | 7             |
| 3           | Francia     | 2 (1998, 2018)                | -                         | 2 (2001, 2003)          | 2 (1984, 2000)               | 1 (2020-2021)            | 7             |
| 4           | Spagna      | 1 (2010)                      | -                         | -                       | 4 (1964, 2008, 2012, 2024)   | 1 (2022-2023)            | 6             |
| 5           | Portogallo  | -                             | -                         | -                       | 1 (2016)                     | 2 (2018-2019, 2024-2025) | 3             |
| 6           | Regno Unito | -                             | 2 (1908, 1912)            | -                       | -                            | -                        | 2             |
| 7           | Danimarca   | -                             | -                         | 1 (1995)                | 1 (1992)                     | -                        | 2             |
| 8           | Inghilterra | 1 (1966)                      | -                         | -                       | -                            | -                        | 1             |
| 9           | Belgio      | -                             | 1 (1920)                  | -                       | -                            | -                        | 1             |
| 10          | Svezia      | -                             | 1 (1948)                  | -                       | -                            | -                        | 1             |
| 11          | Rep. Ceca   | -                             | -                         | -                       | 1 (1976)                     | -                        | 1             |
| 12          | Grecia      | -                             | -                         | -                       | 1 (2004)                     | -                        | 1             |
| 13          | Paesi Bassi | -                             | -                         | -                       | 1 (1988)                     | -                        | 1             |
| 14          | Russia      | -                             | -                         | -                       | 1 (1960)                     | -                        | 1             |
| Totale UEFA | -           | 12                            | 5                         | 4                       | 17                           | 4                        | 41            |